# أمير نوري
أمير نوري (بالفرنسية: Amir Nouri) هو لاعب كرة قدم فرنسي في مركز الوسط، ولد في 10 يوليو 1994 في ليون في فرنسا. لعب مع نادي بيزييه ‏.